# 이기룡필 남지기로회도
이기룡필 남지기로회도(李起龍筆南池耆老會圖)는 조선 중기 도화서 화원이었던 이기룡이 인조 7년의 기로회 모임을 기념해 그린 계회도이다. 1986년 10월 15일 대한민국의 보물 제866호로 지정되었다.

## 개요
계회도는 일반적으로 같은 관청에 소속되었거나 같은 계회에 가입된 사람들이 좋은 풍경을 찾아 시와 술을 즐기며 친목을 다지는 장면을 담은 그림으로 일종의 기록화라고 할 수 있다.
이 작품의 상단에는 ‘남지기로회도’라는 제자가 전서체로 단아하게 쓰여있고 그림의 좌우와 아랫부분에는 참가자들의 좌목과 계회의 성격을 자세히 기록하고 있다. 작품의 오른편 하단에는 '이기룡사'라는 관서가 적혀있고 그 아래 장유의 찬문이 있어, 인조 7년(1629) 음력 6월 5일 숭례문 앞 홍첨추의 집에서 열렸던 기로회를 기념한 작품임을 알 수 있다. 홍첨추는 계원 중 한 명인 홍사효로 추측되는 인물이다. 이 기로회의 참가자들은 이인기·윤동로·이유간·이호민·이권·홍사효·강인·이귀·서성·강담·유순익·심론 등 12명이었다. 

## 같이 보기
- 남지기로회도 (동아대학교) (부산광역시 유형문화재 제75호)

## 참고자료
- 이기룡필 남지기로회도 - 국가유산청 국가유산포털
- 본 문서에는 서울특별시에서 지식공유 프로젝트를 통해 퍼블릭 도메인으로 공개한 저작물을 기초로 작성된 내용이 포함되어 있습니다.